# 이교응
이교응(李喬應, 1852년 1월 19일 ~ 1918년 7월 25일)은 조선 후기의 왕족 출신 유생이다. 본관은 전주로, 휘는 교응(喬應), 자는 공세(公世), 호는 금초(錦樵)이다. 덕흥대원군의 11대손, 종실 연성수 이복령의 9대손, 종실 광성군 이제길의 8대손이며, 이용식 (李容植)의 아들이다. 대한민국의 국무총리를 지낸 이해찬의 증조이기도 하다.
1880년 과거에 급제하여 성균관 진사 등을 지냈으나, 1910년 경술국치 이후 낙향하여 부여군 임천에서 은둔 생활을 했다.

## 가족관계
- 아버지 : 강서(江西) 이용식(李容植)
- 어머니 : 전의이씨(全義李氏), 전의인(全義人) 이해운(李海運)의 딸.
  - 동생 : 이호응(李祜應)
  - 동생 : 이상응(李尙應)
  - 동생 : 이주응(李周應)
- 부인 : 유인 남양홍씨(孺人 南陽洪氏, 1849년 - 1922년), 남양인(南陽人) 홍재전(洪在銓)의 딸.
  - 아들 :이재갑(李載鉀, 1891년 - ?)
    - 손자 : 이인용(李寅鎔, 1914년 - 2004년), 공무원 면장.

## 같이 보기
- 이해찬
- 덕흥대원군